# کریستین بودری
کریستین بودری (انگلیسی: Christian Baudry؛ زادهٔ ۱۶ دسامبر ۱۹۵۵) بازیکن فوتبال اهل فرانسه است.
از باشگاه‌هایی که در آن بازی کرده‌است می‌توان به باشگاه فوتبال آنژه اشاره کرد.